# Promjer
Promjer (dijametar) je pojam u geometriji koji označava duljinu dužine koja prolazi kroz središte kružnice i čiji krajevi se nalaze na kružnici. On je ujedno i skup polovišta međusobno paralelnih tetiva. Ako znamo promjer kružnice, možemo izračunati i površinu kruga unutar kružnice primjenjujući sljedeću formulu:
{\displaystyle P=(d/2)^{2}\cdot \mathbb {\pi } } ili {\displaystyle P=r^{2}\cdot \mathbb {\pi } }
gdje slovo {\displaystyle d} označava promjer (lat. diametar), a π (čita se pi) je iracionalan broj koji iznosi približno 3,14159.
Slovo {\displaystyle r} označava polumjer (radijus), što je polovica promjera, odnosno udaljenost od središta kružnice do crte kružnice.